# Hegyvidéki halción
A hegyvidéki halción (Syma megarhyncha) a madarak (Aves) osztályának szalakótaalakúak (Coraciiformes) rendjéhez, ezen belül a jégmadárfélék (Alcedinidae) családjához tartozó faj.

## Rendszerezése
A fajt Tommaso Salvadori olasz ornitológus le 1896-ban. Szerepelt a Halcyon nemben Halcyon megarhyncha néven is.

## Alfajai
- Syma megarhyncha megarhyncha Salvadori, 1896
- Syma megarhyncha sellamontis Reichenow, 1919
- Syma megarhyncha wellsi Mathews, 1918[2]

## Előfordulása
Új-Guinea szigetén, Indonézia és Pápua Új-Guinea területén honos. Természetes élőhelyei a szubtrópusi vagy trópusi síkvidéki és hegyi esőerdők. Állandó, nem vonuló faj.

## Megjelenése
Testhossza 24 centiméter, a hím testtömege 52–60 gramm, a tojóé 49–63 gramm.

## Életmódja
Rovarokkal és lárváikkal táplálkozik, de kisebb gyíkokat is fogyaszt.

## Természetvédelmi helyzete
Az elterjedési területe nagyon nagy, egyedszáma pedig stabil. A Természetvédelmi Világszövetség Vörös listáján nem fenyegetett fajként szerepel.